# Tsugumi Ōba
Tsugumi Ōba (大場つぐみ, Ōba Tsugumi) és un escriptor de manga. Se sospita que "Tsugumi Ōba" és només el pseudònim d'un autor reconegut. Els treballs més coneguts amb aquest nom són Death Note i Bakuman (tots dos creats amb l'ajuda de Takeshi Obata)
Aquest pseudònim se li entrega en principi a Hiroshi Gamou, conegut principalment per la sèrie Tottemo Luckyman, adaptada a una versió anime en els anys 90.
Un altre rumor diu que l'autora és en realitat Yuuko Asami, una artista de Shounen Jump responsable de títols com Wild Half, Romancers i Jump Run.
També s'especula que el personatge "L" de la sèrie Death Note està basat en la personalitat mateixa d'Ōba, especialment per l'ús d'un àlies (com fa el mateix autor), no haver-se mostrat en públic, i per algunes dades que ha donat i que estan reflectides en el personatge, com la seva estima als snacks, pensar dia i nit, i seure de manera estranya (com l'"L", a la gatzoneta i agafant-se els genolls).
És probable que l'avatar que utilitza en els seus comunicats de premsa demostri que en realitat és una dona. En tots els comunicats que utilitza Ōba per adreçar-se als fans de Death Note fa servir un avatar d'una dona mossegant una poma.
En el perfil de les novel·les gràfiques de VIZ presenten a Tsugumi Ōba com:
- Tsugumi Ōba.
- Nascut a Tòquio.
- Passatemps: Col·leccionar tasses de te.
- Dia i nit pensa trames per mangues, assegut a la gatzoneta en una cadira.

## Curiositats de l'autor
- El nom d'Obata s'escriu amb el kanji de "petit", el d'Ōba amb el de "gran".

- Es diu que Tsugumi Ōba (大場 つぐみ), pot ser per un costat Yuko Asami (浅美 裕子) i Yumi Hotta (堀田 由美), sent la mateixa persona per les qüestions mencionades a continuació, o Hiroshi Gamou, autor del manga Tottemo! Luckyman, manga que va significar un gran èxit als anys 90.

Un dels pseudònims de L era Ryuga Hideki, nom d'un actor famós. Al mateix temps Yumi Hotta és el nom d'una actriu, cantant i presentadora de TV bastant reconeguda a Tòquio, ciutat natal de Tsugumi.
Però el fet és que no és tan fàcil que Yumi Hotta sigui també Tsugumi Ōba i Yuuko Asami. Ja que Yumi Hotta va néixer el 15 d'octubre de 1957 i Yuuko Asami el 22 de desembre de 1966. Així que, com a mínim, s'hauria de descartar que compartissin les tres personalitats. O bé Tsugumi Ōba no va treballar amb Takeshi a Hikaru no Go, o bé Tsugumi Ōba no és Yuuko Asami (sent més probable el primer cas).
Pel que fa a Tsugumi Ōba (大場 つぐみ), nom de pila, en aquest cas "Tsugumi", s'escriu en hiragana, però no en kanji, la qual cosa no és gaire normal, ja que en les lleis del Japó respecte als noms, és inusual l'ús d'aquests fonemes.
Per altra part, tot i que ja se sospitava amb Death Note, amb la nova obra conjunta de Takeshi Obata, Bakuman, els mateixos creadors de Death Note, tot fa pensar que Tsugumi Ōba sigui Hiroshi Gamou, actor de l'exitós manga de Shonen Jump, Tottemo! Luckyman, a causa de les petites però òbvies pistes i detalls que apareixen en el manga (com diverses Shonen Jumps amb la mateixa portada del número en el qual es va estrenar Luckyman, o mangues on es poden reconèixer el títol del manga a la portada) similitud entre alguns neemu de tots dos mangues, comentaris de l'autor en diversos llocs, i per l'enorme semblança que hi ha entre la seva sèrie i la sèrie fictícia de l'oncle Mangaka del protagonista, on tracta de superherois amb un estil de dibuix simple, i la majoria dels personatges tenen les mateixes característiques que els personatges de Tottemo! Luckyman. Una altra curiositat és que si cobrim la part de sota del títol de Bakuman, casualment es pot llegir "RAKIIMAN", la mateixa pronunciació japonesa que se li dona a Luckyman (ラッキーマン). A Moritaka, un dels protagonistes de Bakuman, el seu company el sol anomenar "Saiko" (サイコー), casualment el mateix nom que li dona Luckyman al seu cop de peu especial.